# Бракелі (балтійські)

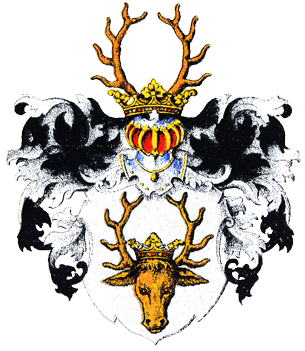
Герб Бракелів (Балтійський гербовник)

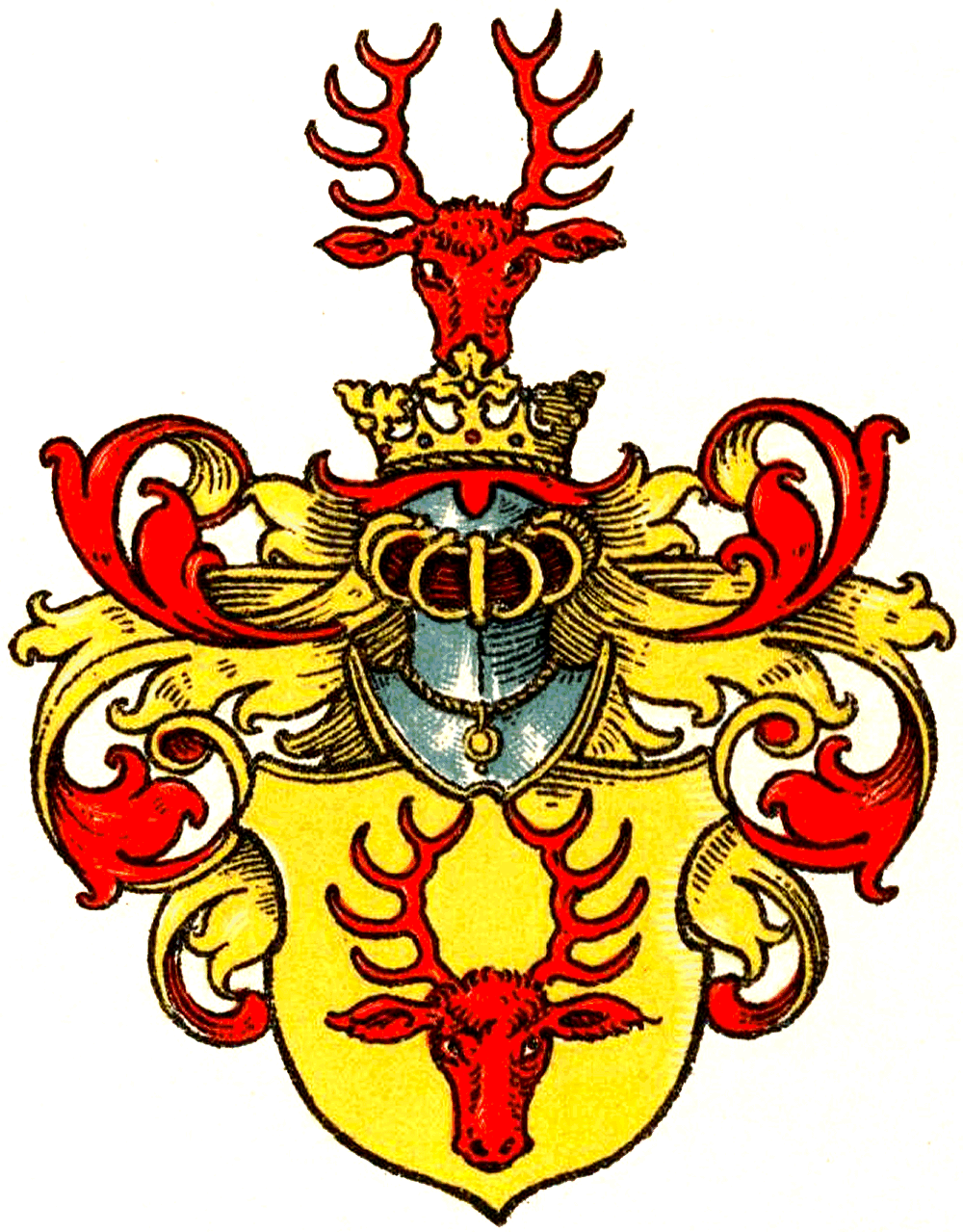
Герб вестфальських Бракелів.

Бра́келі (нім. Brackel, Brakel), або фон Бра́кель (нім. von Brackel, «Бракельські») — балтійський німецький шляхетний рід вестфальського походження. Піддані Данії, Швеції, Курляндії, Баварії, Росії. Родоначальник — Генріх Бракельський (лат. Heinricus de Brakele), нащадок вестфальських міністеріалів, який був васалом Єзель-Вікського єпископства у 1225—1248 роках. Його ймовірний син Зігфрід служив у капітаном у данському Ревелі. Їхні нащадки стали однією із найзаможніших лицарських родин данської Естонії, безперервна лінія яких прослідковується з середини XIV ст. від дерптського війта Клавеса, васала Ризького архієпископства. Курляндська гілка роду знана з XVI ст. Її відомим представником був курляндський ландгофмейтстер Казимир-Крістоф, що згодом служив російським послом у Данії і Пруссії. Ця гілка була зареєстрована у списках дворянства Російської імперії з 1841 року. З неї також походив баварський полковник Генріх-Рудольф, який отримав титул барона у Баварії в 1836 році. Шведська і фінська гілки роду були започатковані у XVII ст.; вони були вписані до реєстрів шведського (1756) і фінського лицарства (1818), але вигасли на початку ХХ ст. До сьогодні збереглася лише лівонська гілка, що потрапила до реєстру ліфляндського лицарства 1742 року.

## Герб
У срібному щиті коронована голова оленя натурального кольору, з рогами. Намет чорний підбитий сріблом. У клейноді оленячі роги.

## Представники
- Фрідріх (?—?), курляндський ландгофмейстер. ∞ Гертруда фон Корфф.
  - Казимир-Крістоф (1686 — 1742), курляндський ландгофмейстер. ∞ Єва-Єлизваета фон Плеттенберг.
  -  Луїза-Шарлотта ∞ Генріх-Георг фон Мірбах, курляндський ландгофмейстер.